# ГАЗ-69
ГАЗ-69 и ГАЗ-69А — советские автомобили повышенной проходимости.
ГАЗ-69 и его модификации производились с 1952 по 1973 год.

## История
Автомобиль создан коллективом конструкторов Горьковского автомобильного завода (Ф. А. Лепендин, Г. К. Шнейдер, Б. Н. Панкратов, С. Г. Зислин, В. Ф. Филюков, В. И. Подольский, В. С. Соловьёв, под руководством Г. М. Вассермана) на замену модели ГАЗ-67Б. Разработки автомобиля начались в 1946 году, опытные образцы изготавливались с 1948 года. Первые опытные образцы носили название «Труженик».
Серийный выпуск начат 25 августа 1953 года. Выпускался на ГАЗе до 1956 года, позже производство было полностью передано в Ульяновск — на бывший УльЗИС, в войну собиравший грузовики ЗИС-5В, а в конце 1940-х — полуторку ГАЗ-ММ-В. С началом производства ГАЗ-69 предприятие было переименовано в Ульяновский автомобильный завод (УАЗ).

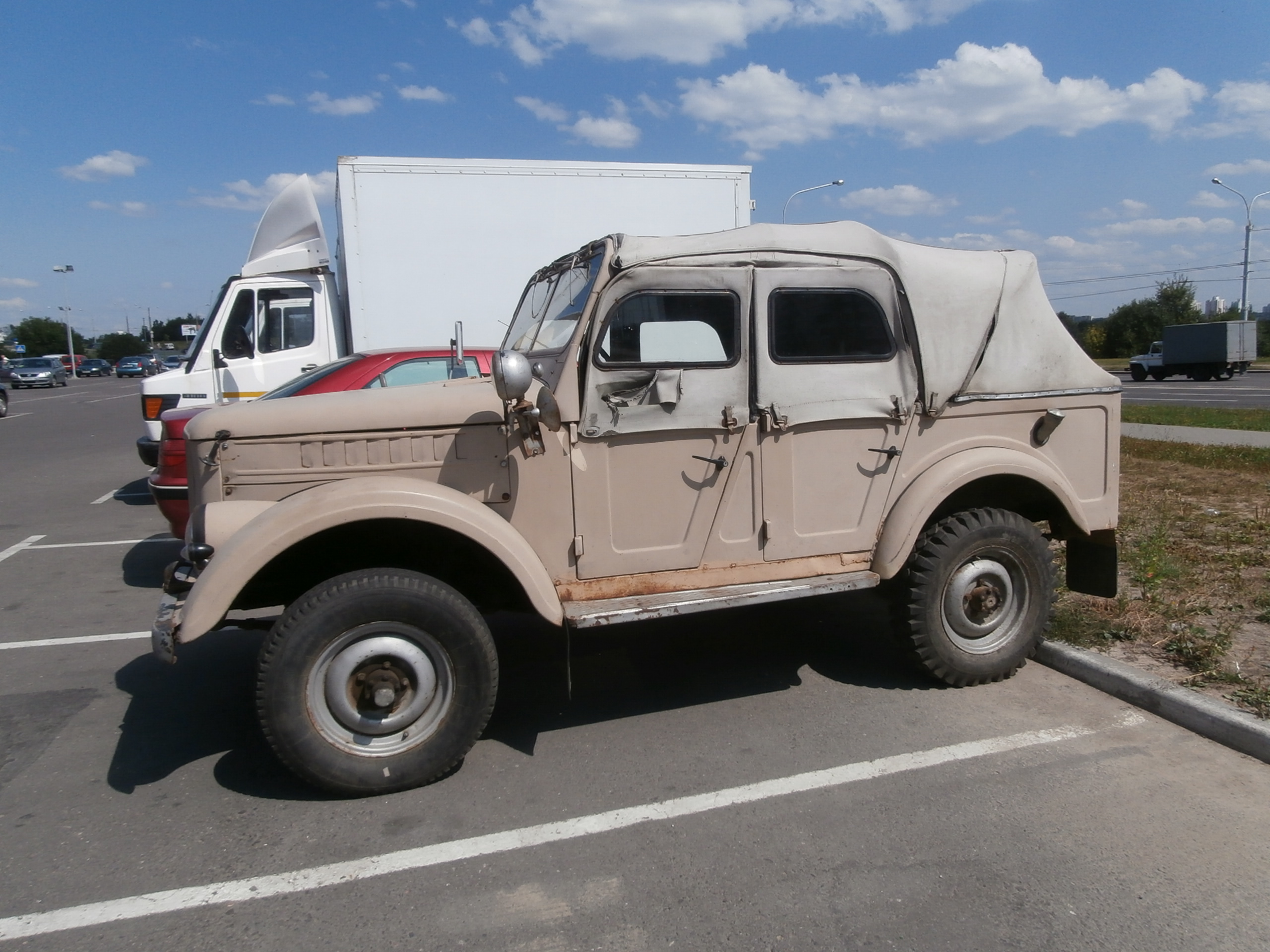
ГАЗ-69А

С самого начала новая машина выпускалась в двух модификациях: ГАЗ-69 с двухдверным восьмиместным кузовом (шесть человек на продольных трёхместных лавках, откидной задний борт) и сельскохозяйственный (командирский) ГАЗ-69А с четырёхдверным пятиместным кузовом с комфортабельным трёхместным задним сиденьем. Производство семейства ГАЗ-69 Горьковский завод начал в 1953 году, причём параллельно (с декабря 1954 года) эти вездеходы собирал и Ульяновский автозавод. Полностью на выпуск ГАЗ-69 и ГАЗ-69А из узлов собственного производства УАЗ перешёл после 1956 года.
На базе ходовой части ГАЗ-69 и усиленного несущего кузова «Победы» Горьковский завод с середины 1955 года освоил выпуск оригинального легкового полноприводного автомобиля ГАЗ-М-72. Кроме того, на агрегатах ГАЗ-69 завод выпускал с 1952 года малую амфибию ГАЗ-46 (МАВ). В 1970 году на УАЗе был освоен модернизированный вариант ГАЗ-69-68 с мостами от грузовика УАЗ-452. На ГАЗ-69 базировалась также противотанковая реактивная установка 2П26 для пуска 4 управляемых ракет (ПТУР) комплекса 2К15 «Шмель». На базе полноприводного ГАЗ-69 был создан опытный образец фургона ГАЗ-19 с колёсной формулой 4 × 2 для обслуживания почтовых учреждений Союза ССР.
За два десятилетия производства ГАЗ-69 и ГАЗ-69А было выпущено свыше 600 тысяч машин. ГАЗ-69 экспортировался в 56 государств мира в разных климатических исполнениях (ГАЗ-69М и ГАЗ-69АМ), кроме того, в 1957 году техническая документация на массовое производство была передана в Румынскую компанию ARO (автомобили IMS-57 и ARO-M461), а в 1962 году — в Северную Корею.
Различными авторемонтными заводами и структурами МВД СССР автомобиль дорабатывался путём снятия тента и установки цельнометаллической крыши.

## Двигатель, трансмиссия
Об устройстве рядных шести- и четырёхцилиндровых двигателей Горьковского автозавода см. статью ГАЗ-11 (двигатель).
- Воздухоочиститель инерционно-масляный, в системе смазки два масляных фильтра — грубой очистки полнопоточный щелевой с отстойником (пакет из металлических дисков с зазорами, принудительная очистка зазоров проворачиванием ротора вручную) и фильтр тонкой очистки со сменным элементом ДАСФО (картонный двухсекционный автомобильный супер-фильтр-отстойник), работал только на слив масла в картер.
- Сцепление сухое, однодисковое.
- Коробка передач трёхступенчатая, двухходовая, с синхронизаторами на II и III передачах, аналогична КПП автомобиля ГАЗ-М-20 «Победа». Отличается только механизмом переключения передач с «напольным» расположением рычага КПП (на «Победе» рычаг выведен на рулевую колонку).
- Раздаточная коробка шестерёнчатая, имеет две передачи с передаточными числами 1,15 и 2,78. Низшая передача (2,78) может быть включена только после включения переднего моста.
- Карданных валов три: промежуточный (между коробкой перемены передач и раздаточной коробкой), задний и передний.
- Главная передача одинарная коническая, со спиральным зубом. Дифференциал с двумя сателлитами. Полуоси полностью разгруженные.
- Ступицы переднего моста отключаемые, что позволяло незначительно снижать расход топлива на дорогах с хорошим покрытием. Водитель торцовым трубчатым ключом откручивал защитный колпак (этот же ключ применялся для регулирования подшипников ступиц), затем шестигранником на «12» подключал-отключал соединительную муфту. На автомобилях ранних выпусков передача крутящего момента на ступицу происходит через конический «колпачок». На фотографии в карточке к статье изображён ГАЗ-69 с именно таким передним мостом.
- Размер автомобильных шин — 6,50-16
- Под капотом на левой стороне двигателя монтировался котёл предпускового подогрева. В зимнее время необходимо было вывернуть руль вправо, в крыле левого переднего колеса открыть люк и в жаровую трубу котла вставить работающую паяльную лампу. Прогревалась жидкость в системе охлаждения, горячими газами согревалось моторное масло в поддоне картера. При подогреве «сухого» двигателя в котёл заливалось 5 литров воды, затем следовал подогрев образующимся паром. Затем — запуск двигателя и долив воды в радиатор.
- Для обслуживания и ремонта раздаточной коробки и КПП необходимо снять пол в салоне. Агрегаты для ремонта извлекались в салон.

## Кузов

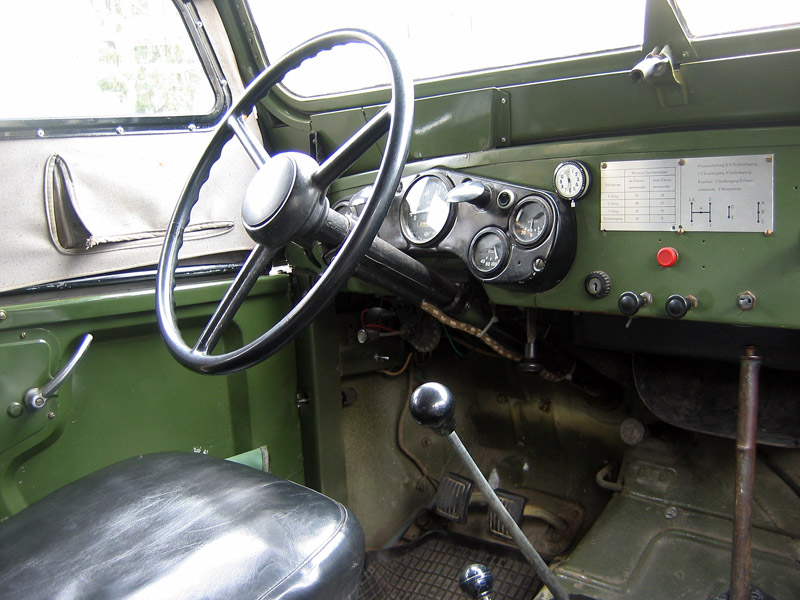
ГАЗ-69, место водителя

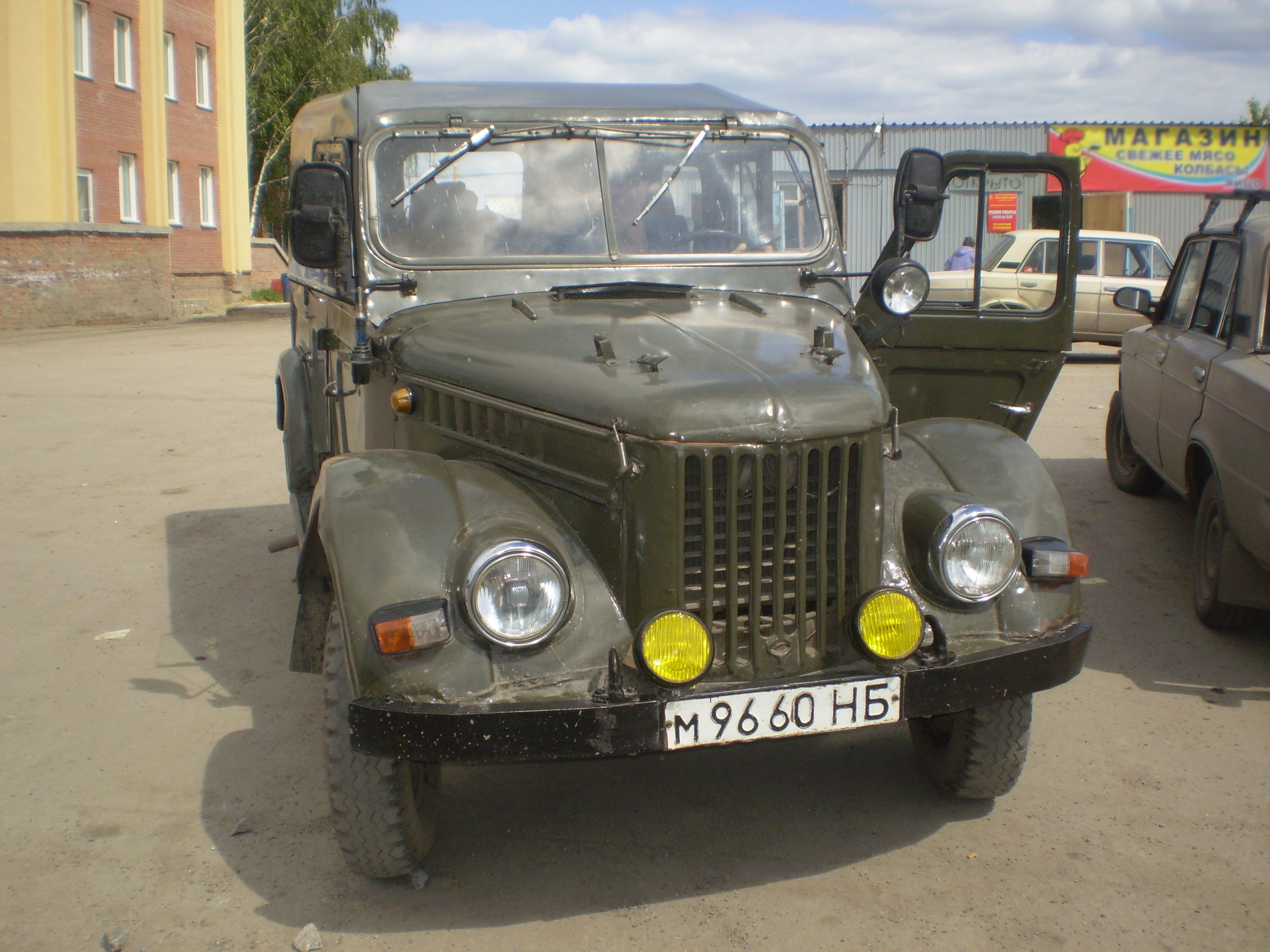
ГАЗ-69А с самодельным стальным верхом вместо брезентового тента

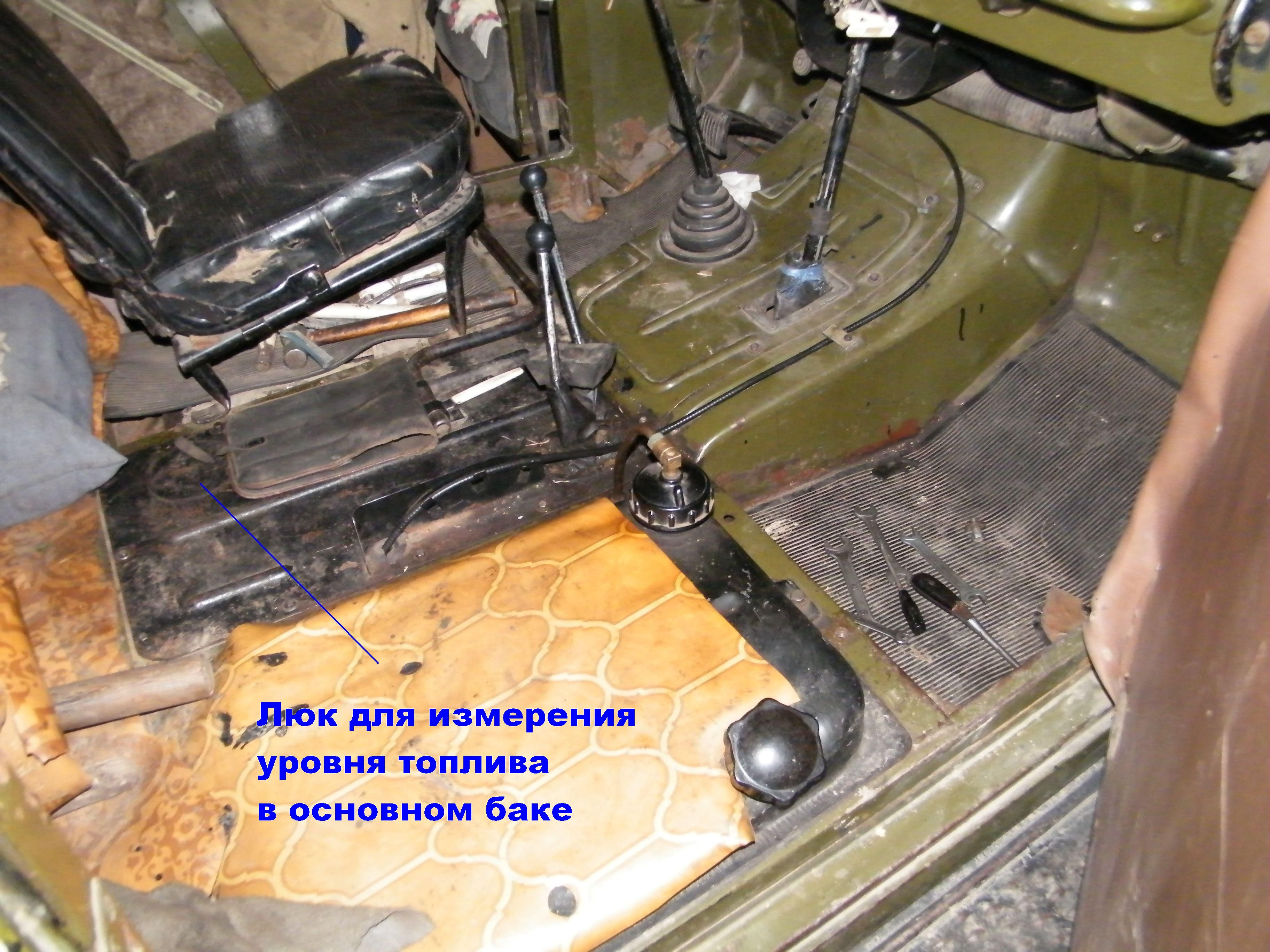
ГАЗ-69, сиденье пассажира снято, виден дополнительный топливный бак. Разборный пол облегчает доступ к КПП и раздаточной коробке

- Кузов автомобилей ГАЗ-69 и ГАЗ-69А открытый, со съёмным тентом на съёмном металлическом каркасе. Верхние боковины дверей съёмные брезентовые на металлических дугах (со стёклами). В отечественной литературе кузов обозначается как «фаэтон»[1] на том основании, что они имели съёмные, а не поднимающиеся, боковые стёкла.
- Поднимающиеся вперёд-вверх рамки ветрового стекла делали поездку нежаркой («с ветерком» и с соответствующим количеством дорожной пыли). При сложенном тенте ветровое стекло полностью откидывалось на кронштейны капота и фиксировалось крюками.
- Расположенный в салоне отопитель подавал при помощи электрического вентилятора тёплый воздух только на ветровое стекло. К ногам водителя и пассажира тёплый воздух поступал только при движении автомобиля через открывающийся за капотом воздухозаборник. Зимой в салоне стоящего автомобиля было холодно.
- Боковые панели облицовки капота были съёмные, летом это значительно облегчало охлаждение двигателя.
- У ГАЗ-69 кузов восьмиместный, водитель и один пассажир размещаются спереди, шесть пассажиров — на трёхместных боковых поднимающихся лавках, под ними — инструментальные ящики. ГАЗ-69 рассчитан на перевозку раненого на санитарных носилках. Спинка переднего пассажирского сиденья откидывается вперёд, носилки устанавливаются на крепления на пассажирском поручне и на заднем борту автомобиля. Сопровождающий медработник располагается на боковой левой лавке. Левая водительская дверь у́же правой пассажирской и имеет иную форму. Запасное колесо — за водительской дверью на кронштейне.
- ГАЗ-69А — четырёхдверный, пятиместный. Из салона доступ в багажник (как на автомобилях с кузовом «Универсал» и «Хетчбэк») невозможен.
- Задний борт ГАЗ-69 и ГАЗ-69А — откидной, двойной, внутреннее пространство в борту предназначено для хранения буксирного троса, знака аварийной остановки и других предметов.
- На ГАЗ-69А один топливный бак, на ГАЗ-69 — два. На автомобильной раме находился фильтр грубой очистки топлива (с отстойником). Фильтр тонкой очистки топлива — на бензонасосе. Померить уровень бензина в основном топливном баке автомобиля ГАЗ-69 водитель мог, не вставая с места (щуп позади рычагов раздаточной коробки). На ГАЗ-69 устанавливался и дополнительный топливный бак — под пассажирским сиденьем. Вентиляция дополнительного топливного бака выведена под пол кузова. Заправка — при открытой пассажирской двери. На панели приборов датчик показывал количество топлива только в основном баке. Узнать, сколько бензина в дополнительном баке, можно, только посмотрев в заправочную горловину. Переключатель топливных баков — на полу водительского места.
- Передний угол свеса (угол въезда) — 45 °
- Задний угол свеса (угол съезда) — 35 °

## ГАЗ-19
ГАЗ-19 и ГАЗ-19А — советские опытные автомобили, заднеприводные фургоны на базе ГАЗ-69 грузоподъёмностью 600 кг. По габаритам и колёсной базе автомобили были аналогичны ГАЗ-69.
Опытные образцы ГАЗ-19 и ГАЗ-19А были построены в Горьком в 1955 году. Оба имели идентичные цельнометаллические закрытые кузова с оригинальными боковыми дверьми, крышей и двустворчатой задней дверью. Отличие составляло наличие у ГАЗ-19А остекления, позволявшего при необходимости перевозить в кузове людей; у ГАЗ-19 вместо стёкол были глухие подштамповки на кузовных панелях. Главным назначением считалось обслуживание почтовых учреждений, хотя потенциально такой автомобиль мог использоваться и в качестве городского развозного фургона.
Освоению этих моделей в серийном производстве помешал главным образом тот факт, что собственное производство штампов и пресс-форм Горьковского завода в тот момент было полностью загружено — к освоению готовились целый ряд новых моделей. Против неё говорила и сравнительно небольшая потребность в автомобиле такого типа, делавшая организацию его производства экономически невыгодной. Кроме того, производство базовой модели ГАЗ-69 уже планировалась к передаче на Ульяновский автозавод, что делало освоение новых модификаций автомобиля в Горьком нерациональным. В Ульяновске же была создана своя собственная, более совершенная конструкция — фургон УАЗ-450 вагонной компоновки, по сравнению с которым ГАЗ-19 с его капотной компоновкой и нерациональным использованием длины кузова выглядел явно устаревшим.
Впоследствии малосерийный выпуск подобных фургонов на шасси ГАЗ-69 был развёрнут на некоторых авторемонтных заводах.

## Галерея

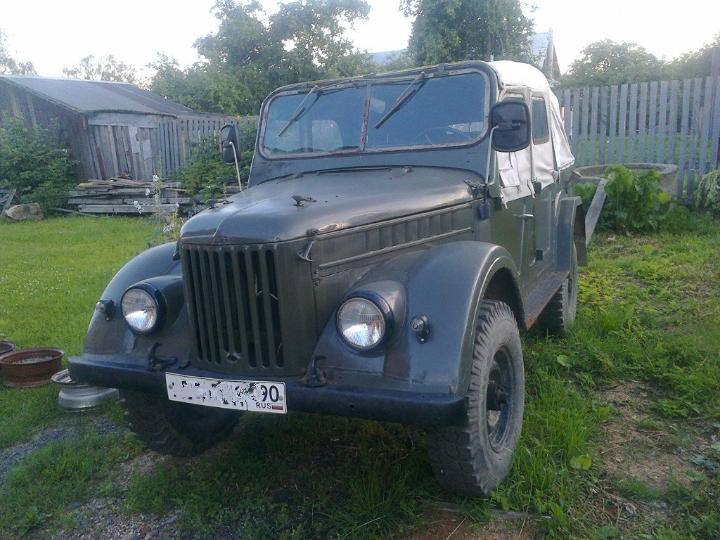
ГАЗ-69А 2009 год.
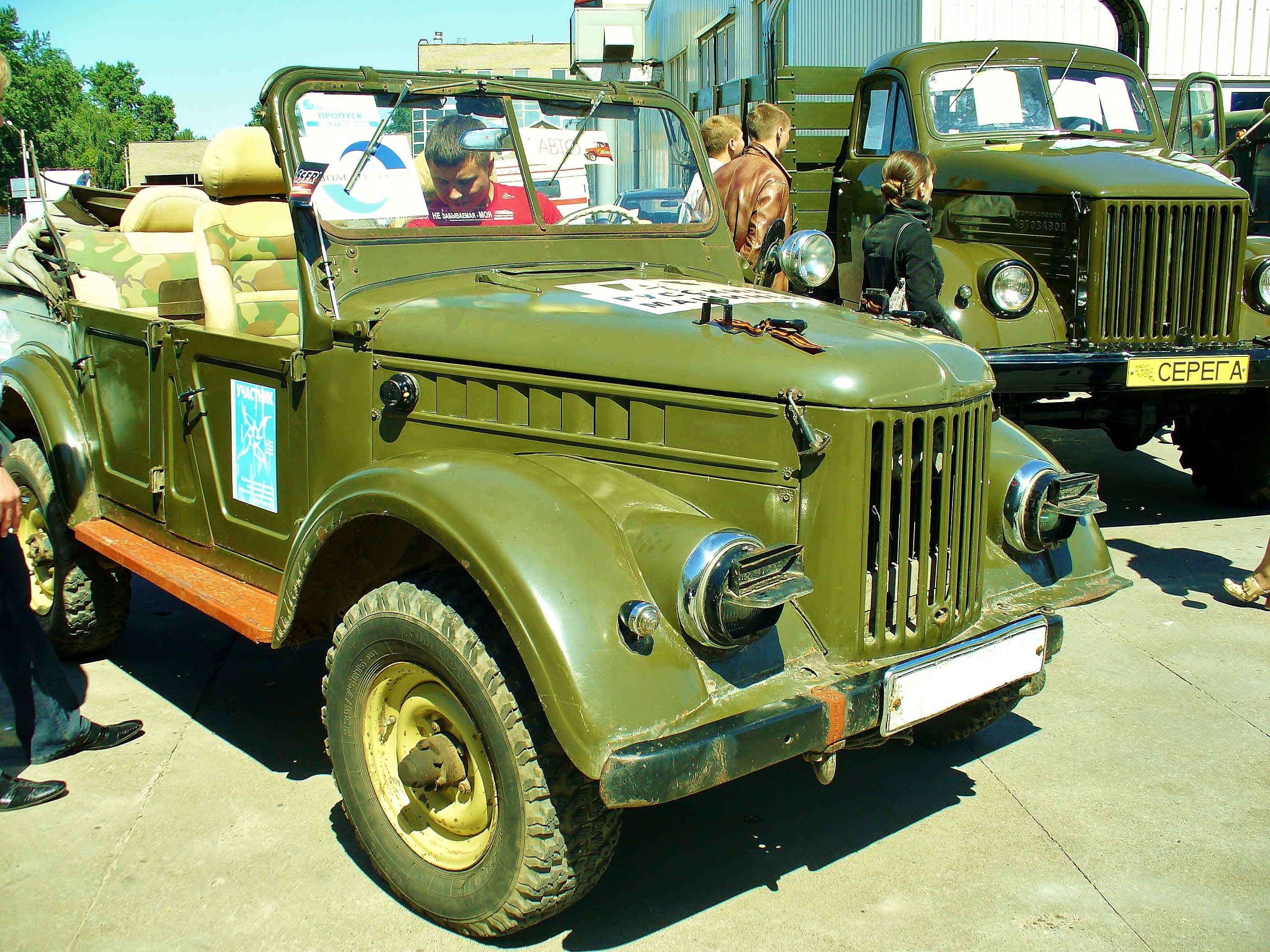
ГАЗ-69А на Автофоруме-2007 в Нижнем Новгороде.
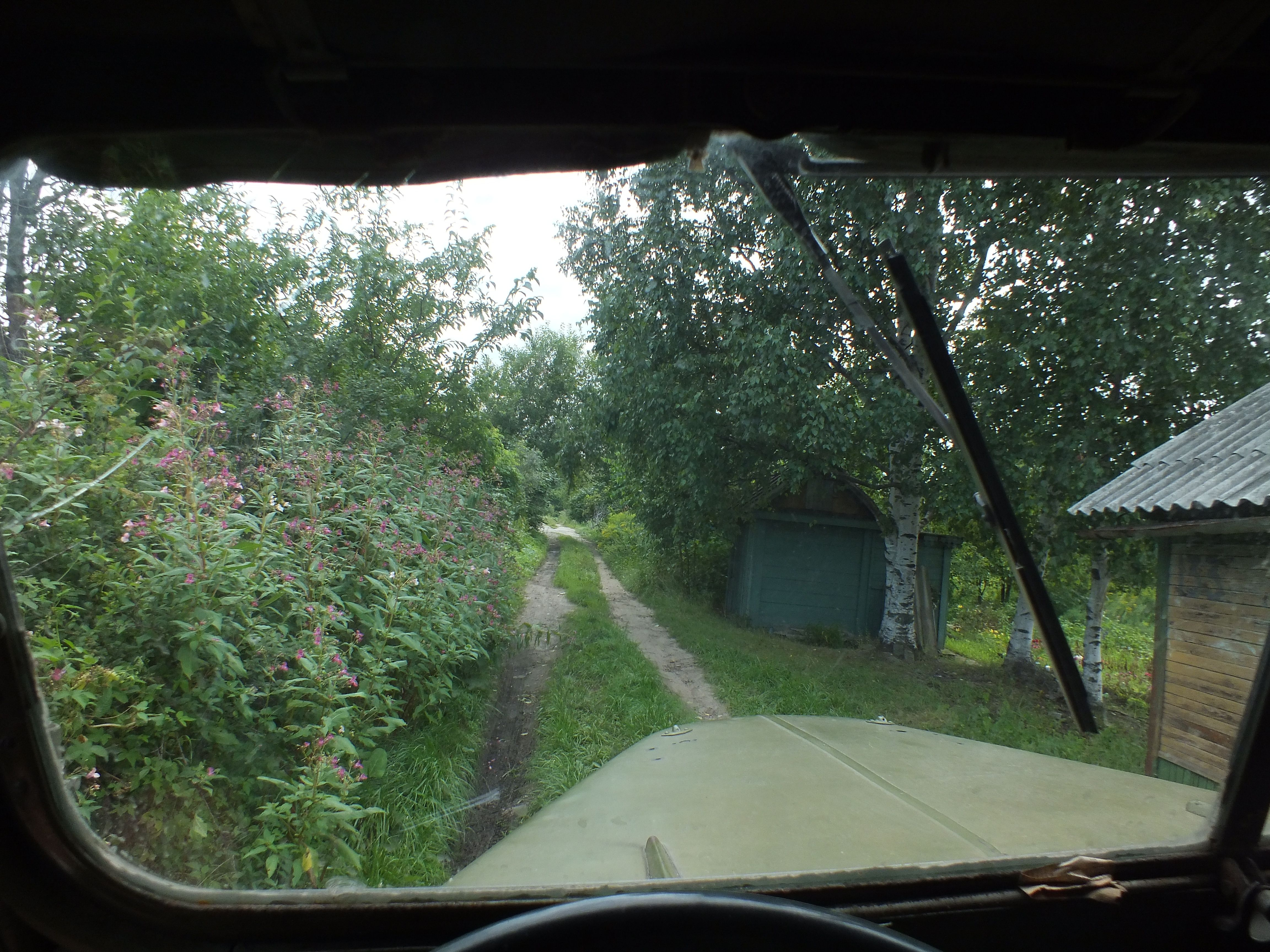
«Остроносый» капот — вид с места водителя.
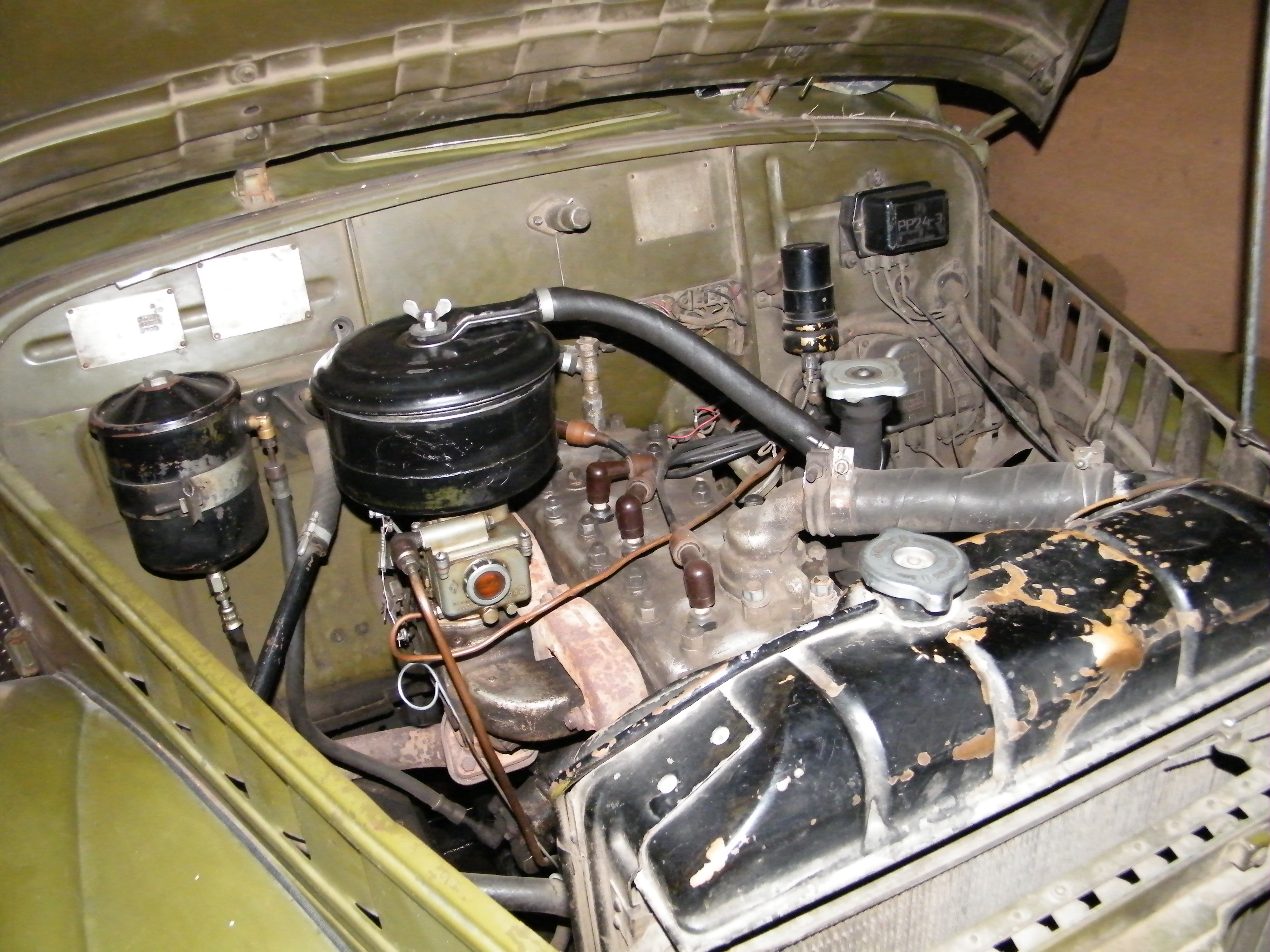
Двигатель ГАЗ-69.
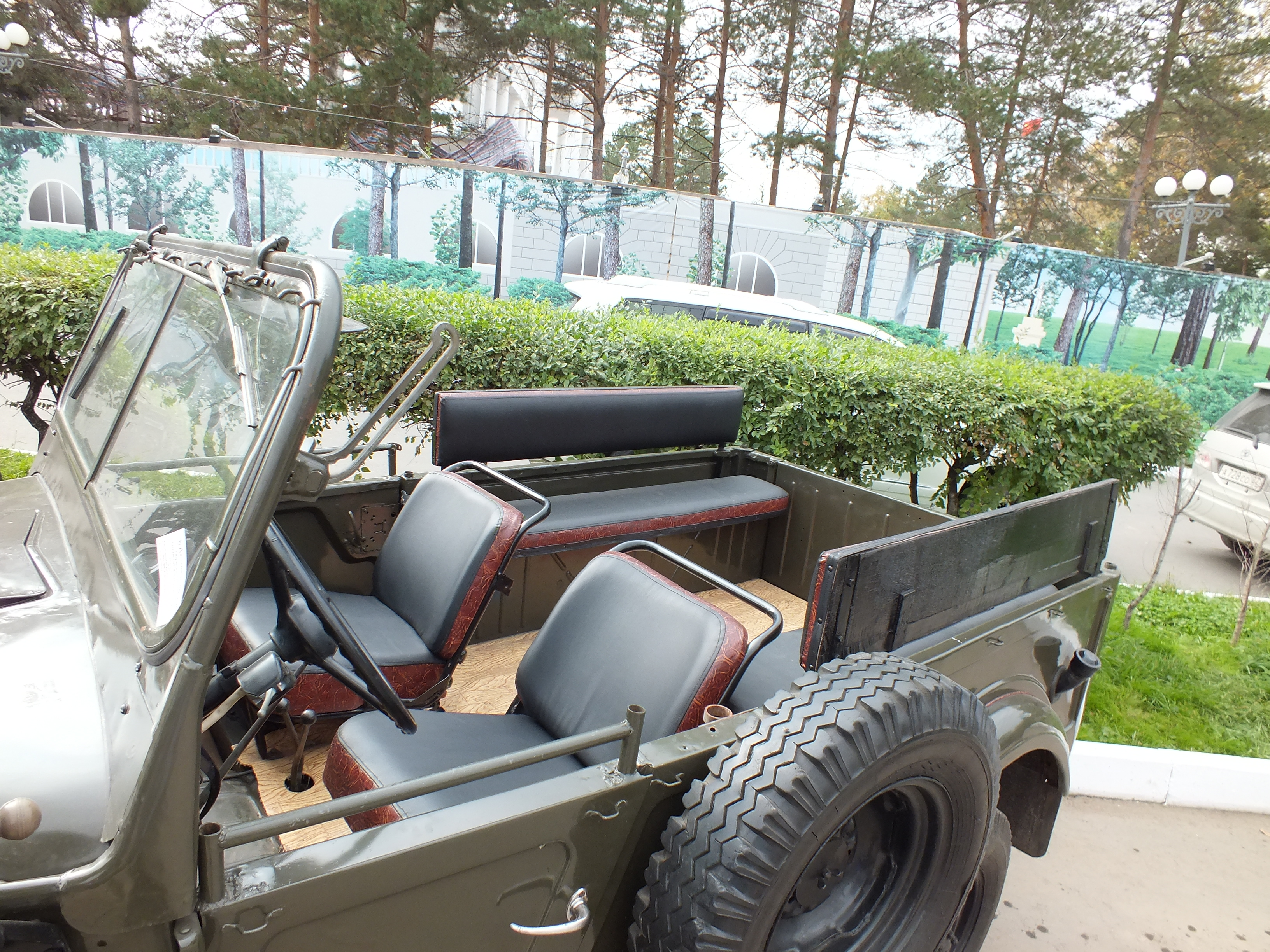
«Салон» автомобиля ГАЗ-69, две трёхместные «лавки» по бортам. Тент снят.
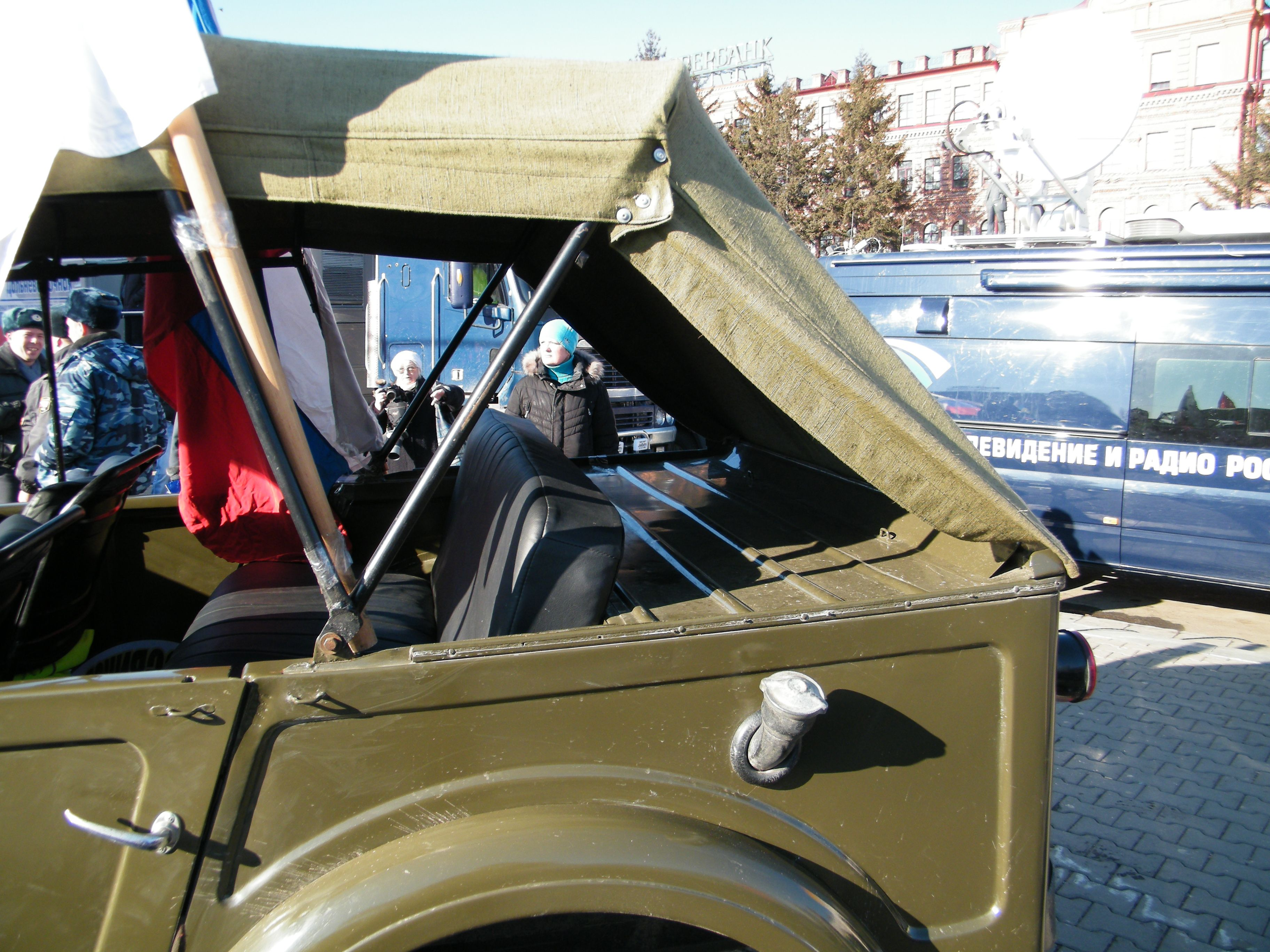
ГАЗ-69А, доступ в багажник — только сзади.
Тюнингованный ГАЗ-69, 2018 год.